# Comité de déontologie parlementaire du Sénat
Le comité de déontologie parlementaire du Sénat français (CDP), créé en novembre 2009, est une instance collégiale chargée d'examiner les possibles manquements déontologiques des sénateurs.

## Composition
Le Comité de déontologie parlementaire (CDP), fondé en 2009 à l’initiative de Robert Badinter et de Josselin de Rohan, est composé de neuf membres, désignés par le Président du Sénat. 
Le mandat de chaque membre, d’une durée de trois ans, ne peut être renouvelé qu'une fois. Pour  refléter le pluralisme politique de l’institution, le comité comprend un sénateur issu de chaque groupe politique. 
Le président du comité est choisi dans le groupe majoritaire et le vice-président est issu du principal groupe d’opposition. 
Le comité a été successivement précédé par Robert Badinter (2009-2011), Catherine Tasca (2011-2014), Jean-Jacques Hyest (2014-2015), François Pillet (2015-2019). Depuis le 9 avril 2019, le comité est présidé par Arnaud Bazin.

## Rôle
Le rôle du comité est défini par les articles 91 sexies et 91 septies du chapitre XXV (obligations déontologiques) du "Règlement du Sénat et instruction générale du bureau". Ces obligations déontologiques visent à refonder les liens entre l’électorat et les représentants.  
Le comité exerce des fonctions de prévention et de sensibilisation, en particulier en ce qui concerne le traitement des conflits d’intérêts des sénateurs. À ce titre, des registres publics permettent aux citoyens de consulter la liste des représentants d’intérêts enregistrés au Sénat, la liste des cadeaux, dons et avantages en nature d’une valeur de plus de 150 euros acceptés par les sénateurs et la liste des déplacements financés par des organismes extérieurs au Sénat. 
Au titre de son contrôle des règles déontologiques en application du "code de conduite des représentants d’intérêts au Sénat", le comité peut saisir le Président du Sénat pour qu’il mette en demeure le représentant d’intérêt ayant contrevenu aux règles. Le comité contrôle aussi l’utilisation des frais de mandats des sénateurs. Il rend des avis déontologiques de portée générale au Bureau et au Président du Sénat. Il donne des conseils déontologiques aux sénateurs portant sur leur situation personnelle (réception de cadeaux ou de services gratuits, valeurs et principes éthiques, lobbyisme et représentation d’intérêts, lutte contre la corruption, voyages parrainés (acceptation de frais de voyage), prises de décisions et votes, participation à des activités externes et cumul de fonctions, etc.
Il fournit aussi des avis sur les signalements de collaborateurs parlementaires pour des faits ayant trait au harcèlement. 
Les actions du comité se coordonnent avec celles de la Haute Autorité pour la transparence de la vie publique (HATVP) qui recueille les déclarations d’intérêts et d’activités ainsi que les déclarations de situation patrimoniale des responsables publics français. 

## Rapport
Selon le chapitre XX ter de l'Instruction générale du Bureau (IGB),  le comité  rend public, à la fin de chaque année parlementaire, un rapport  anonymisé présentant les principaux sujets traités, avis et conseils rendus au cours de l’année écoulée. 
Le comité a publié, depuis 2014, 9 rapports et 7 avis. 
Le dernier, 2022-2023, couvre la période allant du 1er octobre 2022 au 30 septembre 2023.